# 林國榮 (馬來西亞)
丹斯里林国荣（1945年10月21日—2021年6月1日），马来西亚教育家，1991年于赛城创建林国荣创意科技大学。

## 生平
林国荣出生于1945年10月21日。他于2021年5月下旬发生意外跌倒后住院，孟沙班底医院则证实了其身体情况稳定。2021年6月1日，其助手表示林国荣已经过世。